# 국사오산로
국사오산로(Guksaosan-ro)는 충청북도 청주시 흥덕구 오산면 몽단이고개교차로 에서 청주시 흥덕구 오산면 옥산중학교교차로까지 연결하는 도로이다.

## 주요 경유지
충청북도
- 청주시 흥덕구 오산면

## 노선
| 이름              | 접속 노선                     | 소재지 | 소재지 | 비고 |
| ----------------- | ----------------------------- | ------ | ------ | ---- |
| 몽단이고개 교차로 | 지방도 제507호선 (오산가좌로) | 흥덕구 | 오산면 |      |
| 금계교            |                               | 흥덕구 | 오산면 |      |
| 금계교삼거리      | 금계사정로                    | 흥덕구 | 오산면 |      |
| 동림삼거리        | 금계장동로                    | 흥덕구 | 오산면 |      |
| 금계1교           |                               | 흥덕구 | 오산면 |      |
| (이름없음)        | 심동로                        | 흥덕구 | 오산면 |      |
| 환희삼거리        | 환희길                        | 흥덕구 | 오산면 |      |
| (이름없음)        | 환희3길                       | 흥덕구 | 오산면 |      |
| 환희교            |                               | 흥덕구 | 오산면 |      |
| (이름없음)        | 환희2길                       | 흥덕구 | 오산면 |      |
| (이름없음)        | 오산2길                       | 흥덕구 | 오산면 |      |
| 옥산중학교 교차로 | 지방도 제507호선 (오산가좌로) | 흥덕구 | 오산면 |      |